# Mount Ronne
Mount Ronne ist ein markanter, abgeflachter und 940 m hoher Berg im westantarktischen Marie-Byrd-Land. Er ragt aus dem mittleren Abschnitt der Ostseite der Haines Mountains in den Ford Ranges auf.
Wahrscheinlich sichteten ihn erstmals Teilnehmer der ersten Antarktisexpedition (1928–1930) des US-amerikanischen Polarforschers Richard Evelyn Byrd bei einem Überflug. Das Advisory Committee on Antarctic Names benannte ihn 1966 nach dem norwegischen Polarforscher Martin Rønne (1861–1932), einem Teilnehmer an dieser und an der Südpolexpedition (1910–1912) seines Landsmanns Roald Amundsen sowie Vater des US-amerikanischen Polarforschers Finn Ronne.